# Hypodematium fordii
Hypodematium fordii là một loài thực vật có mạch trong họ Woodsiaceae. Loài này được (Baker) Ching miêu tả khoa học đầu tiên năm 1935.